# Karl Hubmair
Karl Hubmair, avstrijski general in vojaški veterinar, * 16. avgust 1888, † 13. julij 1950.